# Grace Loinach Nawowuna
Grace Loibach Nawowuna (10 novembre 2003) è una mezzofondista keniota.

## Biografia
Nel 2023 ha vinto la medaglia d'oro a squadre nei Mondiali di corsa campestre. Nel medesimo anno al suo esordio sui 10000 metri piani ha fatto registrare un tempo di 29'47"42, che è l'ottavo miglior tempo di sempre di una donna su tale distanza.

## Palmarès
| Anno | Manifestazione    | Sede     | Evento         | Risultato | Prestazione | Note |
| ---- | ----------------- | -------- | -------------- | --------- | ----------- | ---- |
| 2023 | Mondiali di cross | Bathurst | Corsa seniores | 4ª        | 34'13"      |      |
| 2023 | Mondiali di cross | Bathurst | A squadre      | Oro       | 16 p.       |      |
| 2023 | Mondiali          | Budapest | 10000 m piani  | 9ª        | 31'38"17    |      |

## Altre competizioni internazionali
2023
- Argento ai FBK Games ( Hengelo), 10000 m piani - 29'47"42
- 10ª al Meeting de Paris ( Parigi), 5000 m piani - 14'42"63

2024
- Bronzo al Cross Internacional Juan Muguerza ( Elgoibar) - 26'25"